# Ferrovia Soletta-Langnau
La ferrovia Soletta-Langnau (nota anche come Emmentalbahn) è una linea ferroviaria a scartamento normale della Svizzera.

## Storia
Tra il 1871 e il 1872 vennero ottenute le concessioni cantonali e federali per una ferrovia Soletta-Utzenstorf-Burgdorf; nel 1872 si costituì a Soletta la società Emmenthalbahn-Gesellschaft (EB) per la costruzione e l'esercizio della ferrovia.
La prima tratta, tra Burgdorf e Biberist, aprì il 26 maggio 1875; per raggiungere Soletta la linea utilizzava i binari di una ferrovia industriale a trazione animale aperta nel 1864 che collegava Biberist a Derendingen, stazione situata sulla linea Soletta-Herzogenbuchsee. Il 4 dicembre 1876 Soletta fu collegata direttamente a Biberist con un nuovo tronco ferroviario; la linea si completò il 12 dicembre 1881 con l'apertura della sezione tra Burgdorf e Langnau im Emmental. All'epoca la EB possedeva cinque locomotive a vapore, dodici carrozze e sessantadue carri merce.
Il 21 luglio 1899 aprì la ferrovia Burgdorf-Thun, che condivideva con la Soletta-Langnau la tratta tra Burgdorf e Hasle-Rüegsau, elettrificata in corrente alternata trifase; nel 1919 venne elettrificata, sempre in trifase, anche la tratta tra Hasle-Rüegsau e Langnau, utilizzando per l'esercizio i rotabili della Burgdorf-Thun ed acquistandone di nuovi. Nel 1930 la EB decise di elettrificare l'intera linea in corrente alternata monofase; i lavori si completarono tra il 1932 e il 1933.
Con decisione dell'assemblea dei soci del 20 giugno 1942 la EB decise di fondersi con la Burgdorf-Thun-Bahn (BTB), concessionaria della ferrovia Burgdorf-Thun (il cui esercizio era, sin dall'inizio, affidato alla EB), nella società Emmental-Burgdorf-Thun-Bahn (EBT), costituitasi il successivo 19 dicembre. La fusione si era resa necessaria a seguito delle difficoltà finanziarie delle due società: la Confederazione intervenne con un aiuto di 4 milioni di franchi a condizione di una fusione tra BTB e EB (come previsto dalla legge federale del 1939 sull'aiuto alle ferrovie).
L'assemblea dei soci della EBT del 23 giugno 1997 decise la fusione della società (con effetto dal 1º gennaio 1997) con la Solothurn-Münster-Bahn (SMB) e la Vereinigten Huttwil-Bahnen (VHB) nella Regionalverkehr Mittelland (RM). EBT, SMB e VHB collaboravano già da decenni per la gestione delle rispettive linee sociali.
Nel 2006 la RM si è a sua volta fusa con la BLS Lötschbergbahn nella BLS AG.
A fine 1970 entrò in servizio il raddoppio della tratta tra Oberburg ed Hasle-Rüegsau; nel 1989 toccò alla tratta Oberburg-Burgdorf Steinhof, nel 1994 alla tratta tra Lerchenbühl e Burgdorf Steinhof e nel 2008 alla tratta tra la stazione di Burgdorf e Lerchenbühl.

## Caratteristiche
La linea, a scartamento normale, è lunga 42,21 km. La linea è elettrificata a corrente alternata monofase con la tensione di 15000 V alla frequenza di 16,7 Hz; la pendenza massima è del 12 per mille. È a doppio binario tra Burgdorf e Hasle-Rüegsau.

### Percorso
|  | Continuation backward |

|  |  | Unknown route-map component "ABZg+l" | Unknown route-map component "CONTfq" |

| Unknown route-map component "exCONTgq" | Unknown route-map component "exSTR+r" | Straight track |  |

| Unknown route-map component "STR+l" | Unknown route-map component "eABZql" | Unknown route-map component "ABZg+r" | Unknown route-map component "CONTl+f" |

| Straight track | Unknown route-map component "KBHFa-L" | Unknown route-map component "BHF-M" | Unknown route-map component "KBHFe-R" |

| Straight track | Unknown route-map component "LSTR" | Unknown route-map component "ABZgl" | Unknown route-map component "CONTfq" |

| Enter and exit short tunnel | Unknown route-map component "LSTR" | Unknown route-map component "LSTR" |  |

| Unknown route-map component "CONTgq" | Unknown route-map component "KRZu" | Unknown route-map component "LSTRr" | Unknown route-map component "LSTR" |  |  |

| Unknown route-map component "hKRZWae" |  | Unknown route-map component "LSTR" |  |

| Unknown route-map component "eABZg+l" | Unknown route-map component "exSTRq" | Unknown route-map component "eABZg+r" |  |

| Unknown route-map component "STR2" | Unknown route-map component "STRc3" | Unknown route-map component "eBHF" |  |

| Unknown route-map component "STRc1" | Unknown route-map component "STR+4" | One way leftward | Unknown route-map component "CONTfq" |

| Unknown route-map component "BS2l" | Unknown route-map component "BS2c3" |

| Station on track |

| Station on track |

| Station on track |

| Station on track |

| Unknown route-map component "hKRZWae" |

| Station on track |

| Unknown route-map component "KRZt" |

| Unknown route-map component "STRo" |

| Station on track |

| Stop on track |

| Unknown route-map component "CONTgq" | Unknown route-map component "cSTRq" | Unknown route-map component "dABZq+l" | Unknown route-map component "dABZql" | Unknown route-map component "dSTR+r" | Unknown route-map component "c" |  |

| Straight track | Station on track |

|  | Unknown route-map component "dBS2c1" | Unknown route-map component "BS2+rc" | Unknown route-map component "dSTRl+4h" | Unknown route-map component "CONTfq" |

| Non-passenger station/depot on track |

| Stop on track |

| Station on track |

| Station on track |

| Unknown route-map component "CONTgq" | Unknown route-map component "ABZgr" |  |

| Station on track |

| Unknown route-map component "hKRZWae" |

|  | Unknown route-map component "ABZg+l" | Unknown route-map component "CONTfq" |

| Station on track |

| Station on track |

| Stop on track |

| Unknown route-map component "CONTgq" | Unknown route-map component "ABZg+r" |  |

| Non-passenger station/depot on track |

| 39,64 |
| 34,73 |

| Station on track |

| Continuation forward |

La linea parte dalla stazione di Soletta. Attraversato il fiume Emme si tocca Biberist, quindi Gerlafingen, Wiler bei Utzenstorf e Utzenstorf. Riattraversato l'Emme vengono servite Aefligen e Kirchberg, prima di arrivare a Burgdorf. A Burgdorf si inverte la marcia, toccando Hasle-Rüegsau (da cui si dirama la linea per Thun), quindi Lützelflüh, località oltre la quale si attraversa nuovamente l'Emme arrivando a Ramsei, capolinea della linea ex VHB per Sumiswald-Grünen. Vengono quindi toccate Rüderswil e Lauperswil prima di giungere al capolinea di Langnau im Emmental.

La stazione di Gerlafingen